# Inervación del corazón

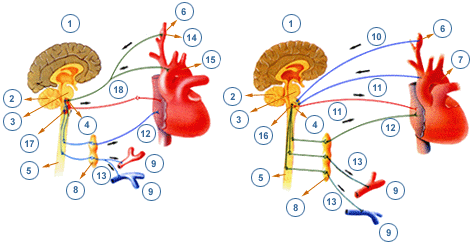
1. Cerebro.
2. Cerebelo.
3. Puente.
4. Bulbo.
5. Médula espinal.
6. seno carotídeo.
7.Aorta.
8. Cadena simpática con ganglios paravertebrales.
9. Vasos sanguíneos.
10. Nervio glosofaríngeo (IX pares).
11. Nervio vago (X par). Fibras motoras y sensitivas.
12. Nervio cardiaco.
13. Fibras simpáticas que inervan vasos sanguíneos.
14. Barorreceptores del seno carotídeo.
15. Barorreceptores aórticos.
16. Vías aferentes desde quimiorreceptores a centros bulbares.
17. Centro vasomotor bulbar.

La inervación del corazón es dada por fibras nerviosas autónomas procedentes de los nervios vagos y de los troncos simpáticos.

## Inervación autónoma del corazón
El corazón es influenciado por el control autónomo de los sistemas simpático y parasimpático (vagal), que ejercen su acción a través de los plexos cardíacos que se encuentran en la base del corazón, divididos en dos porciones; una superficial (ventral) y otra profunda (dorsal).
- Plexo Nervioso Cardiaco Superficial: proveniente del ganglio cervical superior izquierdo (simpático) y del nervio vago izquierdo (parasimpático), formará el plexo pulmonar izquierdo y coronario derecho.
- Plexo Nervioso Cardiaco Profundo: proveniente de los ganglios simpáticos cervicales medio e inferior izquierdos, ganglios simpáticos cervicales superior, medio e inferior derecho, ganglios simpáticos torácicos de ambos lados y del nervio vago derecho, formará el plexo pulmonar derecho, coronario izquierdo y parte del coronario derecho.
- Ramas comunicantes: entre ambos Plexos Cardiacos.

### Inervación autónoma eferente

#### Inervación simpática
- Las fibras simpáticas preganglionares se originan en las astas Intermedio Laterales de los segmentos medulares torácicos de T1-T4(y algunas veces del T6. Hacen sinapsis en los ganglios simpáticos de la cadena cervical y dorsales o torácicos superiores.

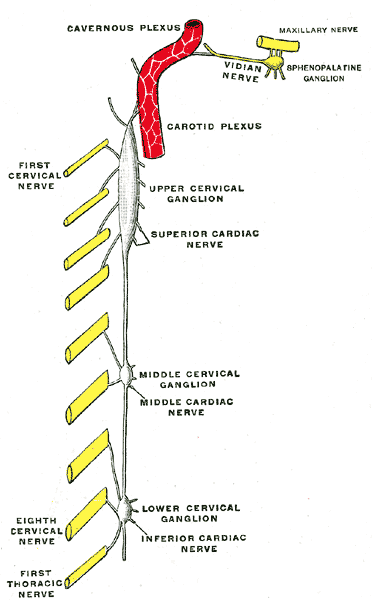
Ganglios del Tronco Simpático: formación de las ramas cardiacas simpáticas hacia el corazóncardíaco.

. El nervio simpático cervical superior no recibe aferencias sensitivas de la zona.

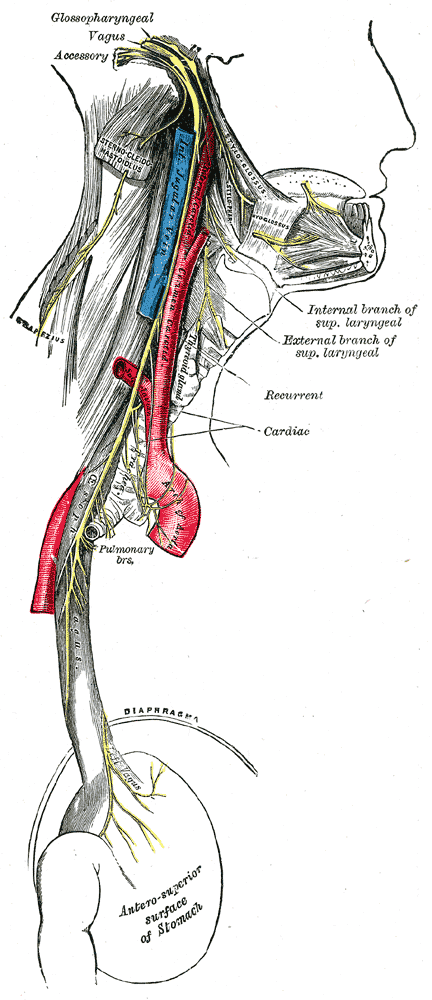
Nervio Vago: principal componente parasimpático visceral, formando el plexo cardiaco.

- Las fibras parasimpáticas preganglionares en los nervios vagos (originadas en el bulbo raquídeo, en el núcleo dorsal (parasimpático), donde recibe aferencias del hipotálamo y del nervio glosofaríngeo) son conducidas como ramas cardíacas cervical y torácica hacia las células ganglionares en el plexo cardíaco (debajo de la bifurcación traqueal, en la adventicia del tronco pulmonar) o subepicárdico, donde hacen sinapsis.

- Las fibras parasimpáticas postganglionares inervan el nódulo de Keith y Flack (sinoauricular) y el de Aschoff Tawara (atrioventricular) y las arterias coronarias. La activación de estos nervios produce una reducción de la frecuencia y la fuerza de la contracción del miocardio y la vasoconstricción de las arterias coronarias.

las fibrillas del simpático suben y bajan de acuerdo a la frecuencia cardiaca

### Inervación autónoma aferente (sensitivo)
La mayoría de las vísceras están inervadas solo por nervios autónomos. Por lo tanto, se deduce que el dolor visceral es conducido por nervios autónomos aferentes. El dolor visceral es difuso y mal localizado, mientras que el dolor somático es intenso y localizado. El dolor visceral con frecuencia está referido a las áreas cutáneas inervadas por los mismos segmentos de la médula espinal que la víscera dolorosa. La explicación del dolor referido no se conocen del todo. Una teoría es que las fibras nerviosas desde la víscera y el dermatoma ascienden en el sistema nervioso central a lo largo de una vía común y que la corteza cerebral es incapaz de distinguir entre los sitios de origen. Otra teoría es que, en condiciones normales, la víscera no da origen a estímulos dolorosos, mientras que el área cutánea recibe repetidamente estímulos nocivos. Dado que ambas fibras aferentes entran en la médula espinal en el mismo segmento, el encéfalo interpreta la información como proveniente de la piel en lugar de la víscera.
Dolor cardiaco:
se presume que el dolor en el corazón como resultado de una isquemia aguda del miocardio es causado por la deficiencia de oxígeno y la acumulación de metabolitos, los cuales estimulan las terminaciones nerviosas sensitivas presentes. Las fibras nerviosas aferentes ascienden hasta el sistema nervioso central a través de las ramas cardíacas del tronco simpático y entran en la médula espinal a través de las raíces posteriores de los cuatro nervios torácicos superiores. La naturaleza del dolor varía considerablemente, desde un dolor aplastante intenso hasta nada más que un malestar leve.

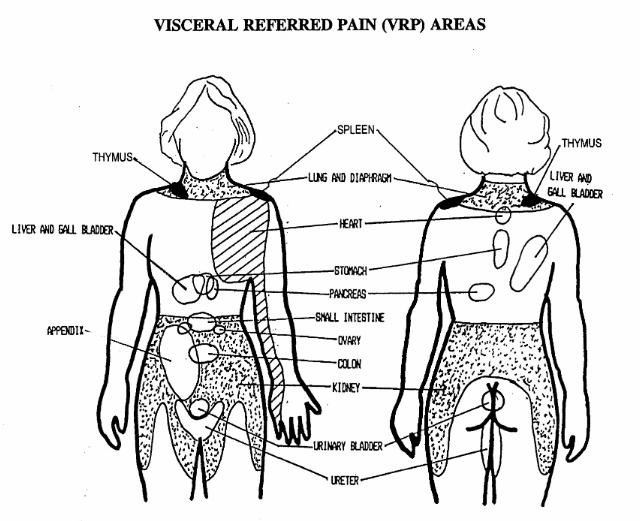
Dermatomas referidos como proyecciones de dolor visceral. Nótese el del corazón en el lado izquierdo del tórax y medial del brazo izquierdo, además de la línea media posterior a nivel de T1-T2.

El dolor no se siente en el corazón, sino que está referido a las áreas cutáneas inervadas por los nervios espinales correspondientes. Por lo tanto, se afectan las áreas cutáneas inervadas por los cuatro nervios intercostales superiores comprometiendo así al nervio intercostobraquial (T2) que se comunica con los nervios braquial cutáneo interno y posterior, y se distribuye en la piel del lado medial y a veces posterior superior del brazo. Debe producirse cierto grado de propagación de la información nerviosa dentro del sistema nervioso central, ya que a veces se siente el dolor en el cuello y la mandíbula.
El infarto de miocardio que afecta la pared inferior (o diafragmática) del corazón a menudo da origen a un malestar en el epigastrio, inmediatamente por debajo del esternón. Debe suponerse que las fibras nerviosas aferentes desde el corazón ascienden en los nervios simpáticos y entran en la médula espinal en las raíces posteriores del séptimo, octavo y noveno nervios torácicos, y dan origen al dolor referido en los dermatomas torácicos T7, T8 y T9 en el epigastrio.
Dado que el corazón y la parte torácica del esófago probablemente tienen vías dolorosas aferentes similares, no es sorprendente que el dolor de la esofagitis aguda pueda imitar el dolor del infarto de miocardio.

## Reflejos cardiovasculares

### Del seno carotídeo y arco aórtico

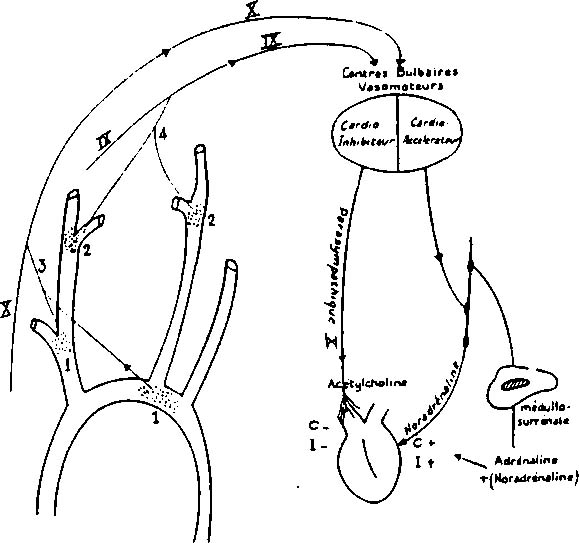
Secuencia de sucesos en Reflejos del seno carotídeo y arco aórtico: 1. Barorreceptor aórtico 2. Barorreceptor carotídeo 3. Nervio inhibitorio de Ludwig y Cyon 4. Nervio del seno carotídeo.

El seno carotídeo y el arco aórtico sirven como barorreceptores.
A medida que la presión arterial aumenta, las terminaciones nerviosas ubicadas en la pared de estos vasos son estimuladas. Las fibras aferentes provenientes del seno carotídeo ascienden en el nervio glosofaríngeo y terminan en el núcleo solitario (sensitivo) que tiene conexión con el núcleo dorsal (motor parasimpático) del nervio vago. Las fibras aferentes provenientes del arco aórtico ascienden en el nervio vago.
La activación de este recorrido, disminuye la frecuencia cardiaca. Al mismo tiempo, fibras retículoespinales descienden hasta la médula espinal e inhiben la eferencia simpática preganglionar hacia el corazón y las arteriolas cutáneas. El efecto combinado de la estimulación de la acción parasimpático sobre el corazón y la inhibición de la acción simpática sobre el corazón y vasos sanguíneos, 'reduce la frecuencia y la fuerza de contracción del corazón y la resistencia periférica de los vasos sanguíneos. En consecuencia, la presión arterial cae. Así, la presión arterial de un individuo es modificada por la información aferente recibida desde los barorreceptores.

### De la aurícula derecha o deBainbridge

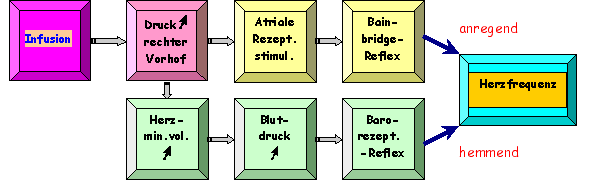
Mecanismo de control sobre el corazón. Reflejos de depresión (seno carotídeo y arco aórtico) y excitación (de Bainbridge) sobre el flujo sanguíneo y frecuencia cardiaca.

Se inicia cuando las tiosas ubicadas en la pared de la aurícula derecha (y de la vena cava) son estimuladas por aumento de la distensión de las paredes (receptores de volumen). Las fibras aferentes ascienden en el nervio vago hasta llegar al núcleo solitario (bulbo raquídeo) Las neuronas conectoras inhiben el núcleo dorsal (parasimpático) del nervio vago y las fibras retículo espinales estimulan la eferencia simpática torácica hacia el corazón, lo cual produciría, aceleración de la frecuencia cardiaca.
El modulador del sistema nervioso autónomo, es decir,  el hipotálamo (hipotalámica anterior y preóptica, parasimpáticas; hipotalámica posterior y lateral, simpática), por su parte, puede ser influido por otros centros superiores del sistema nervioso central.

## Otras relaciones producto de la inervación del corazón

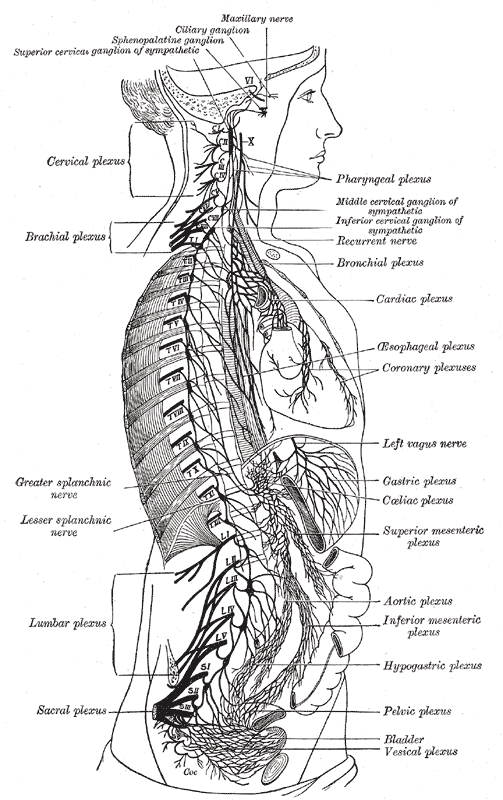
Sistema nervioso autónomo: formación de plexos para inervación visceral.

### Regulación del flujo sanguíneo coronario
El flujo sanguíneo coronario está regulado principalmente por factores locales relacionados con los requerimientos metabólicos del miocardio; los primeros estudios sobre los efectos del sistema nervioso autónomo en la circulación coronaria demostraron que este sistema ejercía muy poca influencia a nivel de la circulación coronaria; sin embargo en estudios más recientes hay evidencia considerable de influencia del sistema simpático en la regulación de la resistencia de los pequeños vasos coronarios y vasos de conductancia más grandes.

### Inervación del pericardio
El pericardio seroso (formado por una sola capa de células mesoteliales) se inerva por ramas de los plexos subsidiarios del plexo cardíaco, que tienen fibras simpáticas, parasimpáticas y aferentes. El pericardio parietal se inerva por fibras sensitivas que viajan en su mayoría por los nervios frénicos, aunque también por los nervios intercostales. También recibe fibras simpáticas y parasimpáticas del plexo cardíaco.

### Inervación de la aorta
Las aferencias sensitivas de la arteria y aorta ascendente pasan por los tres ganglios cervicales derechos, mientras que las del primer tercio de la aorta descendente se integran en los izquierdos. El resto de las aferencias de la aorta torácica descendente se integran bilateralmente en los cinco primeros segmentos torácicos. La aorta torácica descendente se inerva con fibras de los ganglios simpáticos T4 y T5 y por los nervios esplácnicos mayores o sus ramas.
Los vasos sanguíneos del corazón comprenden las arterias coronarias y las venas cardíacas, los cuales trasportan sangre a y desde la mayor parte del miocardio. El endocardio y parte del tejido subendocárdico localizado inmediatamente por fuera del endocardio, reciben oxígeno y nutrientes por difusión o directamente por microvascularización de las cámaras del corazón. Los vasos sanguíneos del corazón, normalmente rodeados de grasa, discurren a través de la superficie del corazón justo por debajo del epicardio. Ocasionalmente, parte de los vasos se introducen en el interior del miocardio. Los vasos sanguíneos del corazón reciben estímulos por inervación simpática y parasimpática.
Irrigación arterial del corazón
Las arterias coronarias, las primeras ramas de la aorta, irrigan el miocardio y el epicardio. Las arterias coronarias derecha e izquierda surgen de los senos aórticos correspondientes en la parte proximal de la aorta ascendente, justo por encima de la válvula aórtica y pasan a los lados opuestas del tronco pulmonar.
Las arterias coronarias irrigan ambas aurículas y ventrículos; sin embargo las ramas auriculares son usualmente pequeñas y difíciles de distinguir en corazones de cadáveres. La distribución ventricular de cada arteria coronaria no está listo.